# A-tom-ic Jones (album din 1966)
'"A-tom-ic Jones"' (1966) este primul material muzical al cântărețului britanic Tom Jones. Albumul a fost scos la compania de înregistrări DERAM London.

## Ediții
- 1982 -DERAM Londra (Marea Britanie).

## Listă piese

### A-tom-ic Jones (1966)
1. (1:50) Dr. Love
2. (2:25) Face Of A Loser
3. (2:40) It's Been A Long Time Coming
4. (2:22) In A Woman's Eyes
5. (2:28) More
6. (2:49) I'll Never Let You Go
7. (2:36) The Loser
8. (2:44) To Make A Big Man Cry
9. (2:15) Key To My Heart
10. (2:11) True Love Comes Only Once In A Lifetime
11. (2:25) A Little You
12. (2:18) You're So Good To Me
13. (2:34) Where Do You Belong
14. (2:51) These Things You Don't Forget